# 関市立板取川中学校
関市立板取川中学校（せきしりつ いたどりがわちゅうがっこう）は、岐阜県関市ある公立中学校。

## 沿革
板取川中学校は、2016年（平成28年）4月に洞戸中学校と板取中学校を統合し、新設した中学校であり、校地校舎は旧・洞戸中学校を使用している。
- 2014年（平成26年）11月 - 名称が関市立板取川中学校に決定する。校名は公募で選ばれ、板取地域から洞戸地域を流れる板取川にちなむ[1]。
- 2016年（平成28年）
  - 4月1日 - 関市立板取川中学校として開校。

## 通学区域[2]
- 洞戸市場
- 洞戸通元寺
- 洞戸片
- 洞戸菅谷
- 洞戸小坂
- 洞戸大野
- 洞戸黒谷
- 洞戸栗原
- 洞戸飛瀬
- 洞戸尾倉
- 洞戸高賀
- 洞戸阿部
- 洞戸高見
- 洞戸小瀬見
- 板取

## 進学前小学校
- 洞戸小学校
- 板取小学校

## 交通アクセス
- 関市内巡回バス

01関板取線「洞戸小学校前」バス停より徒歩約10分。

## 義務教育学校の計画
- 児童数及び生徒数の減少、小規模校の適正化のため、板取川中学校、洞戸小学校、板取小学校を統合し、2026年度以降に義務教育学校にする計画である。